# Baiyankamys habbema
Baiyankamys habbema — напівводний вид гризунів родини мишевих. Зустрічається в Західному Папуа, Індонезії та Папуа-Новій Гвінеї. Його природне місце проживання — річки.

## Морфологічна характеристика
Це гризун середнього розміру з довжиною голови й тулуба від 134 до 162 мм, довжиною хвоста від 130 до 190 мм, довжиною стопи від 35 до 38 мм і довжиною вух від 6 до 10 мм. Хутро щільне та м'яке. Верхня частина темно-сірого кольору, з сріблястими кінчиками волосся, тоді як нижня частина світліша. Вуха нормальних розмірів, частково приховані в шерсті, сірі. Ноги вкриті дрібними сріблястими волосками. Хвіст довший за голову й тулуб, чорно-бурий з білою кінцевою половиною.

## Поведінка
Це напівводний вид. Харчується личинками комах, черв'яками, п'явками та жабами.